# Kutxabank
Kutxabank (Кучабанк) — іспанський банк. Діє у Баскській автономії. Створений 2011 року, офіційну фінансову діяльність розпочав 1 січня 2012 року. Утворений шляхом об'єднання банків із усіх трьох провінцій Баскської автономії: «Bilbao Bizkaia Kutxa» (BBK; Біская), «Gipuzkoa Donostia Kutxa» (Kutxa; Ґіпускоа) і «Caja Vital» (Алава).
На момент створення планував стати п'ятою за обсягом активів фінансовою групою Іспанії: 80 мільярдів євро і близько 900 відділень. Активи на грудень 2012 року становили 66,7 млрд євро. У звіті, опублікованому Європейським банківським управлінням у грудні 2020 року, Kutxabank визнано найбільш платоспроможним банком Іспанії, що також перевищує середньоєвропейський показник.

## Походження назви
Назва походить від баск. kutxa, що означає «скриня», а також баск. aurrezki kutxa — «ощадний банк».

## Спонсорство
Титульний спонсор футбольного клубу «Атлетик» (Більбао).